# Ernst Hiemer
Ernst Ludwig Hiemer (5. července 1900 – 29. července 1974 Altötting) byl německý novinář a spisovatel, autor protižidovsky zaměřených knih pro děti a mládež. Původním povoláním byl učitel, mezi lety 1938 a 1942 působil jako hlavní redaktor novin Der Stürmer.

## Dílo
- Ernst Hiemer: Der Giftpilz: ein Stürmerbuch für Jung und Alt. Nürnberg: Verlag Der Stürmer, 1938.
- Ernst Hiemer: Der Pudelmopsdackelpinscher und andere besinnliche Erzählungen. Nürnberg: Der-Stürmer-Buchverlag 1940.
- Ernst Hiemer: Der Jude im Sprichwort der Völker. Nürnberg: Der-Stürmer-Buchverlag 1942